# Algirdas Jurgis Bajarkevičius
Algirdas Jurgis Bajarkevičius (* 1947; † 1996 in Litauen) war ein litauischer Sportfunktionär, Schachtrainer und Präsident des litauischen Schachverbandes. 

## Leben
Schach spielte Bajarkevičius seit seiner Kindheit. Er lernte im Gymnasium Prienai. Danach absolvierte er das Diplomstudium als Ingenieur am technologischen Institut in Baku (Aserbaidschan). Beim Studium wurde Bajarkevičius Sportler der ersten Schachkategorie und später Kandidat zum Sportmeister. Danach kehrte er nach Litauen zurück und lebte  in Trakai. Er arbeitete in der Gasindustrie.
Von 1970 bis 1985 arbeitete er als Schachtrainer in der Sportschule. Ab 1985 lebte er in Marijampolė. Hier leitete er als Vorsitzender den Stadtrat der Gemeinde Marijampolė. Er war Mitglied der konservativen Partei Tėvynės Sąjunga – Lietuvos krikščionys demokratai (TS-LDK). Ab 1990 leitete er die Lietuvos šachmatų federacija.